# Dominique Herr
Dominique Herr (* 25. Oktober 1965 in Basel) ist ein ehemaliger Schweizer Fussballspieler. Er spielte auf der Position eines Innenverteidigers.

## Karriere
Herr begann 1984 seine Karriere beim Lokalclub FC Basel. In der Saison 1986/87 war er erstmals Stammspieler und absolvierte 31 Spiele. Nach dem Abstieg des FC Basel in die Nationalliga B ein Jahr später wechselte Herr zu Lausanne-Sports, um weiterhin in der höchsten Schweizer Liga zu spielen.
Im Sommer 1992 wechselte er zum Schweizer Meister Sion. Mit Sion gewann er den Schweizer Cup in den Jahren 1995 und 1996. Im Alter von 30 Jahren musste Herr verletzungsbedingt seine Karriere beenden.
Herr absolvierte zwischen 1989 und 1995 52 Spiele für die Schweizer Fussballnationalmannschaft und erzielte dabei vier Tore. An der Fussball-Weltmeisterschaft 1994 in den USA gehörte er zur Nationalmannschaft und absolvierte alle vier Spiele.